# 不動產信託
接受信託時，若信託的物件為不動產者，即為不動產信託，可以藉由信託的行為，保障雙方的權利和收益，例如建商就不怕地主毀約，而地主也不會怕建商賴帳或惡性倒閉。
依據信託法，信託可區分為民事信託與營業信託（商事信託），概略而言，民事信託的受託人可以是一般人，包括自然人或法人（例如將財產信託予某位律師，某位會計師或者某間公司等），而營業信託之受託人為＂信託業法＂所定之＂信託業＂（包含信託公司，兼營信託業務之銀行，以及兼營信託業務之投信投顧）。

## 參看
- 房地產信託基金